# Mammens Emballage
Mammens Emballage A/S er et dansk bogtrykkeri, der blev grundlagt i 1889 som Mammens Bogtrykkeri. Virksomheden startede på Strøget i Aarhus. Senere skiftede firmaet navn til Mammens Æskefabrik og flyttede op på Trøjborg i Århus. I 1964 flyttede de til Højbjerg og blev omdøbt til Mammens Emballage A/S.